# رون كاميرون (عالم الكتاب المقدس)
رون كاميرون (بالإنجليزية: Ron Cameron)‏ هو عالم الكتاب المقدس أمريكي، ولد في 1951.